# Pegomya macra
Pegomya macra este o specie de muște din genul Pegomya, familia Anthomyiidae. A fost descrisă pentru prima dată de Johann Wilhelm Meigen în anul 1838.
Este endemică în Belgium. Conform Catalogue of Life specia Pegomya macra nu are subspecii cunoscute.